# کلیسای میناس مقدس
کلیسای میناس مقدس (به ارمنی: Սուրբ Մինաս եկեղեցի) مربوط به دوره قاجار است و در تهران، ده ونک واقع شده و این اثر در تاریخ ۱۱ دی ۱۳۸۰ با شماره ثبت ۴۶۸۰ به‌عنوان یکی از آثار ملی ایران به ثبت رسیده‌است.

## تاریخ
حسن مستوفی‌الممالک تعدادی از ارمنیان استان چهارمحال و بختیاری را به تهران آورد و در ده ونک اسکان داد. او در سال ۱۲۳۵ خورشیدی (۱۸۵۶ میلادی)، این کلیسا را برای ارمنیان ده ونک به هزینه خود ساخت. مستوفی‌الممالک صلیبی از برنز به کلیسا اهدا کرده‌است. بر روی صلیب این عبارت حک شده‌است:
«مستوفی الممالک ونک فی شهر ذیقعده الحرام ۱۲۷۸.»

## معماری کلیسا
کلیسا دارای پلان مستطیلی شکل با سمت شرق به غرب است به طول ۱۷ متر و عرض ۹/۵ متر. مصالح بکار رفته در آن آجر و خشت است. دیوارهای داخلی آن با گچ پوشانده شده‌است. سقف کلیسا توسط شش ستون که قبلاً از جنس چوب بوده‌است محافظت می‌شود. سطح بنای کلیسا از سطح حیاط دو پله پائین‌تر قرار داشته و دارای نورگیرهایی در سه سمت بنا است و سه ورودی در سمت غربی و جنوبی است که در بالای ورودی جنوبی ناقوس خانه کوچک کلیسا قرار دارد. قبرستان اهالی روستا در تپه‌های مشرف به کلیسا بوده‌است که در حال حاضر در محل آن ورزشگاه آرارات بنا شده‌است.